# Dobri Boschilow

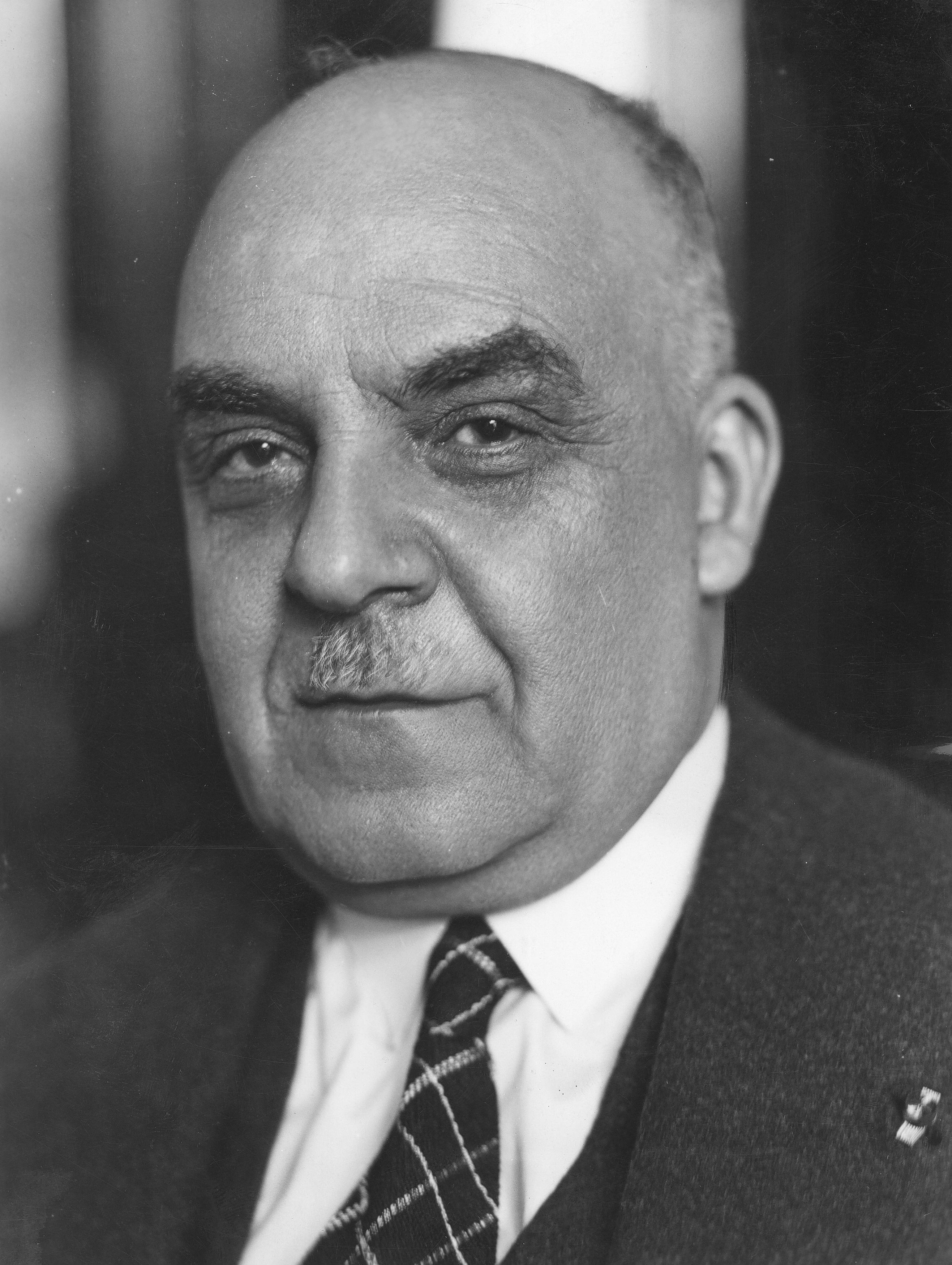
Dobri Boschilow (1942)

Dobri Boschilow Chadschijanakiew (bulgarisch Добри Божилов Хаджиянакиев; * 13. Juni 1884 in Kotel; † 1. Februar 1945 in Sofia (Hinrichtung)) war ein bulgarischer Politiker und Ministerpräsident.

## Biografie

### Aufstieg zum Gouverneur der Nationalbank und Finanzminister
Nach dem Besuch der Handelsschule in Swischtow trat er 1902 in die Bulgarische Nationalbank ein. Zunächst war er von 1902 bis 1922 Buchhalter der Filiale der Nationalbank in Kjustendil. 1922 wurde er Mitglied des Direktoriums der Nationalbank. Als solcher war er von 1922 bis 1923, 1923 bis 1924, 1931 bis 1932 sowie 1934 bis 1935 amtierender Generaldirektor, ehe er 1935 bis 1938 schließlich Gouverneur der Nationalbank war. Zugleich war er Lehrbeauftragter an der Freien Universität.
Am 14. November 1938 wurde er von Ministerpräsident Georgi Kjoseiwanow zum Finanzminister ernannt. Dieses Amt bekleidete er später auch in den nachfolgenden Regierungen von Bogdan Filow sowie in der kurzzeitigen Übergangsregierung von Petar Gabrowski bis zum 14. September 1943.

### Ministerpräsident von 1943 bis 1944
Als Bogdan Filow nach dem Tod von Zar Boris III. am 28. August 1943 Mitglied des dreiköpfigen Regentschaftsrates Bulgariens für den minderjährigen Nachfolger Zar Simeon II. wurde, setzte er die Ernennung Boschilows zum Ministerpräsidenten durch, der wie er ein Anhänger der prodeutschen Haltung war. Zugleich behielt er auch das Amt des Finanzministers bei.
Als Ministerpräsident arbeitete Boschilow mit den Nationalsozialisten zusammen. Im Gegensatz zu seinen Vorgängern verhandelte die bulgarische Regierung unter Boschilow nicht mehr mit der deutschen Regierung über die Deportation der bulgarischen Juden in die Konzentrationslager, die bis dahin immer nur aufgeschoben, aber nie abgesagt worden waren.
Am 1. Juni 1944 trat er als Ministerpräsident zurück als die Achsenmächte zunehmend Kriegsniederlagen erlitten. Nachfolger als Ministerpräsident wurde daraufhin Iwan Iwanow Bagrjanow.
Boschilow selbst wurde daraufhin erneut Gouverneur der Nationalbank. Nach der Kriegserklärung der Sowjetunion gegenüber Bulgarien, dem Einmarsch der Roten Armee und dem Staatsstreich vom 9. September 1944 wurde er verhaftet. Bald darauf wurde er durch die Vaterländische Front von einem Volksgericht wegen Kriegsverbrechen und einer Reihe von weiterer Verbrechen während seiner Zeit als Finanzminister zum Tode verurteilt und später hingerichtet.
Erst 1996 wurde er vom Obersten Gericht posthum rehabilitiert.